# Lindern (Oldenburg)
Lindern (Oldenburg) ist eine Gemeinde im Landkreis Cloppenburg in Niedersachsen. Die Gemeinde Lindern erstreckt sich auf einer Fläche von 65,81 Quadratkilometern und hat 5121 Einwohner (Stand 30. Juni 2020).

## Geografie

### Geografische Lage
Lindern ist eine Gemeinde im Südwesten des Landkreises Cloppenburg im Oldenburger Münsterland. Sie liegt an der Grenze zum Emsland. Zudem gehört Lindern zum Erholungsgebiet Hasetal.

### Gemeindegliederung
Neben dem Kirchdorf Lindern gehören die Bauerschaften Auen, Garen, Großenging, Hegel, Holthaus, Kleinenging, Liener, Marren, Neuenkämpen, Stühlenfeld, Osterlindern und Varbrügge zur Gemeinde.
Im Ortskern von Lindern leben 2426 Einwohner. Die Bauerschaften haben zwischen 38 (Varbrügge) und 542 (Liener) Einwohner (Stand 31. Dezember 2007).

### Nachbargemeinden
Nachbargemeinden sind im Landkreis Cloppenburg im Süden Löningen und im Osten Lastrup und Molbergen. Zum Landkreis Emsland gehören im Norden Vrees und im Westen Werlte.

## Geschichte
Schon vor 5000 Jahren lebten Menschen im Linderner Raum. Davon zeugen heute noch mehrere Großsteingräber in der Gemeinde. Zum ersten Mal wurde Lindern schriftlich in einer Schenkungsurkunde an das Kloster Corvey aus der Zeit um 891–1037 erwähnt. Dort wurde der Ort noch Lindduri genannt. Weitere urkundliche Nennungen sind in das 11. Jahrhundert zu datieren.
Der Name Lindduri und der spätere Name Lindern entstammen den altdeutschen Begriffen linne und dere, was zusammen Lindenbaum heißt. Dies zeigt sich auch im Wappen der Gemeinde. Dieser Baum beherrschte zu damaliger Zeit das Dorfbild.
Um 1288 wurde in Lindern ein Kirchspiel errichtet. Dies wird als Gründung der Gemeinde Lindern gesehen. In der Zeit von 1252 bis 1400 waren die Bauerschaften Teil der Grafschaft Tecklenburg. Nach dem Friedensvertrag von 1400 zur Zeit von Graf Nikolaus II. von Tecklenburg waren sie dem Hochstift Münster lehenspflichtig.
Zur Zeit der Reformation war unter Bischof Franz von Waldeck Lindern rund 70 Jahre von 1543 bis 1613 lutherisch geprägt. In jener Zeit wirkte in dieser Region der evangelische Reformator Hermann Bonnus. Im Zuge der Gegenreformation unter Bischof Ferdinand von Bayern wurde die Region rekatholisiert.
Ab 1803 sind die Ortschaften Teil des Herzogtums Oldenburg. Während der Oldenburgischen Franzosenzeit gehörte Lindern unter der Herrschaft Napoleons I. von 1811 bis 1813 zum Kanton Cloppenburg des Arrondissements Quakenbrück im Departement der Oberen Ems. Nach der Völkerschlacht bei Leipzig fiel es an Oldenburg zurück.

### Wirbelsturm von 1927
Am 1. Juni 1927 wurden in der Bauerschaft Auen-Holthaus durch einen Wirbelsturm der Stärke F4 auf der Fujita-Skala 80 bis 90 Häuser und 20 ha Wald zerstört. Es gab keine Toten.

### Zweiter Weltkrieg
Im Zweiten Weltkrieg wurden über Lindern 1943 erstmals Bomben abgeworfen. 1944 wurden drei amerikanische Flugzeuge abgeschossen. Am 12. April 1945 kämpfte die 4. kanadische Panzerdivision auf ihrem Weg vom Emsland in Richtung Wilhelmshaven bei Osterlindern mit deutschen Soldaten. Dabei wurden in Osterlindern 15 und in Hegel 4 Höfe zerstört. Es gab keine Toten unter der Zivilbevölkerung.

### Eingemeindungen
Im Jahr 1933 wurde die Gemeinde Lindern im Zuge der Verwaltungsreform der Nachbargemeinde Lastrup zugeschlagen. Erst 1948 wurde Lindern wieder selbständig.
1973 sollte die Gemeinde Lindern, wie 1933, im Rahmen einer Gebiets- und Verwaltungsreform aufgelöst und der Nachbargemeinde Lastrup zugeschlagen werden. Durch starke Proteste der Bevölkerung Linderns konnte die Selbständigkeit von Lindern jedoch gewahrt werden.

### Wettbewerb „Unser Dorf soll schöner werden“
Die Bauerschaft Auen-Holthaus wurde 1987 als Bundessieger des Wettbewerbs Unser Dorf soll schöner werden mit einer Silbermedaille ausgezeichnet.
Die Bauerschaft Auen-Holthaus wurde 2023 beim Bundeswettbewerb Unser Dorf hat Zukunft mit einer Silbermedaille ausgezeichnet.

### Religionen
Die Gemeinde Lindern liegt im katholisch geprägten Oldenburger Münsterland. 3880 Einwohner, ca. 79 %, sind katholisch, 529 sind evangelisch (Stand 31. Dezember 2008). Die katholische Kirche in Lindern wurde 1288 gegründet. Eine Glocke aus der Linderner Kirche von 1416 steht heute im Museumsdorf Cloppenburg.
Die jetzige Pfarrkirche St. Katharina von Siena wurde 1865 eingeweiht. Die Gemeinde gehört zum Bistum Münster.
Die evangelisch-lutherische Kirche in Lindern gehört zur Pfarrei Lastrup.
Daneben befindet sich in Großenging die Christengemeinde Emmanuel, die zum Bund Freikirchlicher Pfingstgemeinden gehört.

### Einwohnerentwicklung
Die älteste Angabe der Einwohner von 1473 stammt aus dem Steuerregister des Amts Cloppenburg. 1703 wurde vom Amt Cloppenburg der Personenstand in einer Volkszählung ermittelt.
| Jahr | Einwohner |
| ---- | --------- |
| 1473 | ca. 216   |
| 1703 | 639       |
| 1816 | 1624      |
| 1846 | 2005      |
| 1875 | 1744      |
| 1890 | 1848      |
| 1905 | 2065      |
| 1919 | 2442      |

| Jahr | Einwohner |
| ---- | --------- |
| 1939 | 3060      |
| 1950 | 4122      |
| 1960 | 3532      |
| 1988 | 4104      |
| 2007 | 5000      |
| 2013 | 4652      |
| 2016 | 4746      |
| 2017 | 4817      |

## Politik

### Gemeinderat
Der Rat der Gemeinde Lindern besteht aus 14 Ratsfrauen und Ratsherren. Dies ist die festgelegte Anzahl für eine Gemeinde mit einer Einwohnerzahl zwischen 3001 und 5000 Einwohnern. Die 14 Ratsmitglieder werden durch eine Kommunalwahl für jeweils fünf Jahre gewählt. Die aktuelle Amtszeit begann am 1. November 2021 und endet am 31. Oktober 2026.
Stimmberechtigt im Gemeinderat ist außerdem die hauptamtliche Bürgermeisterin Lydia Kocar (parteilos).
Bei den letzten Kommunalwahlen zum Gemeinderat kam es zu folgenden Ergebnissen:
| Partei          | 2021   | 2021   | 2016   | 2016   | 2011 | 2011  | 2006   | 2006   |
| --------------- | ------ | ------ | ------ | ------ | ---- | ----- | ------ | ------ |
|                 | %      | Sitze  | %      | Sitze  | %    | Sitze | %      | Sitze  |
| CDU             | 81,2   | 11     | 78,2   | 12     |      | 11    | 84,7   | 12     |
| SPD             | 18,8   | 3      | 21,8   | 2      |      | 3     | 15,3   | 2      |
| Wahlbeteiligung | 66,2 % | 66,2 % | 56,5 % | 56,5 % | –    | –     | 67,0 % | 67,0 % |

### Bürgermeister/Bürgermeisterin
- bis 2014: Rainer Rauch (CDU)
- 2014 – 30. Juni 2023: Karsten Hage (CDU)
- seit 16. Oktober 2023: Lydia Kocar (parteilos, auf Vorschlag der CDU)

Bei der Bürgermeisterwahl am 8. Oktober 2023 wurde Lydia Kocar als einzige Kandidatin mit 95,37 % zur hauptamtlichen Bürgermeisterin gewählt. Sie trat ihr Amt am 16. Oktober 2023 an. Grund für die Wahl war, dass ihr Amtsvorgänger, Karsten Hage (CDU) von seinem Amt zurücktrat, um hauptamtlicher Erster Stadtrat in der Gemeinde Schortens zu werden. Er begründete die Entscheidung damit, dass er keine Grundlage für eine weitere gedeihliche Zusammenarbeit mit der CDU-Fraktion mehr sah, weil die Gräben und die unterschiedlichen Auffassungen zu wichtigen Bereichen seien für ihn zu tief geworden seien. Hage (CDU) wurde bei der Bürgermeisterwahl am 25. Mai 2014 ohne Gegenkandidaten mit 89,4 % der Stimmen gewählt. Die Wahlbeteiligung lag bei 57,0 %. Er trat sein Amt zum 1. November 2014 an und löste den bisherigen Amtsinhaber Rainer Rauch (CDU) ab, der nicht mehr kandidiert hatte.

### Wappen
Das Wappen der Gemeinde zeigt einen auf grünem Boden wachsenden und das Wappen ausfüllenden Lindenbaum auf weißem Grund. In der Baumkrone, im Zentrum des Wappens, findet sich das Wappen Oldenburgs mit roten und gelben Querstreifen.

### Flagge
|  | Hissflagge: „Die Flagge zeigt in drei gleich breiten waagerechten Streifen die Farben Grün, Weiß, Grün, in der Mitte auf dem weißen Streifen, je bis zu einem Drittel übergreifend, das Gemeindewappen. Die Gemeindeflagge kann auch als Gemeindebanner geführt werden.“ |

### Städtepartnerschaft
Die Partnergemeinde von Lindern ist seit 2004 die Stadt Mrocza in der Woiwodschaft Kujawien-Pommern in Polen.

## Kultur und Sehenswürdigkeiten
Die Galerie zeigt Bilder von Lindern. Zudem findet alle vier Jahre die Linderner Kulturwoche statt.

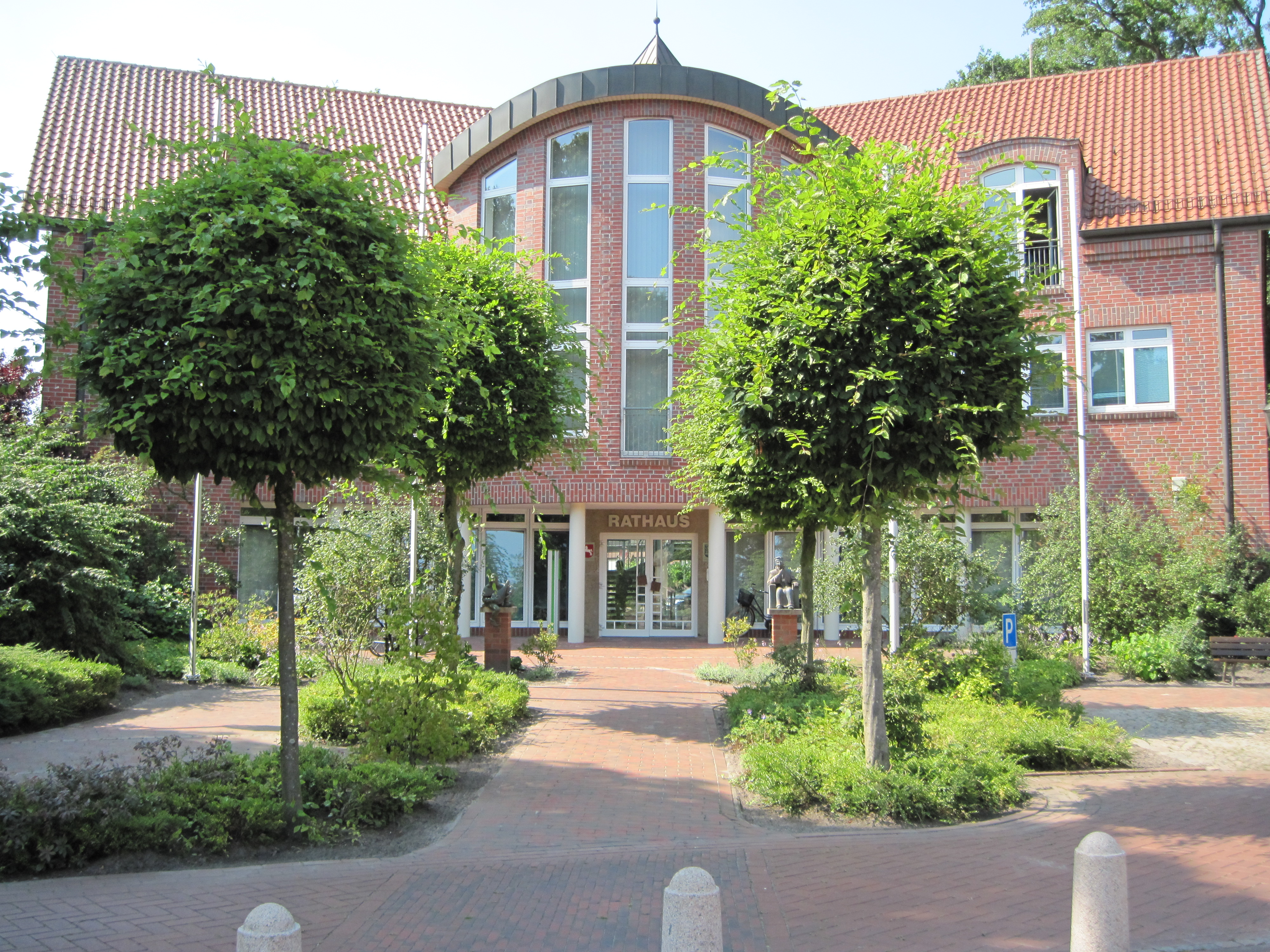
Rathaus der Gemeinde Lindern
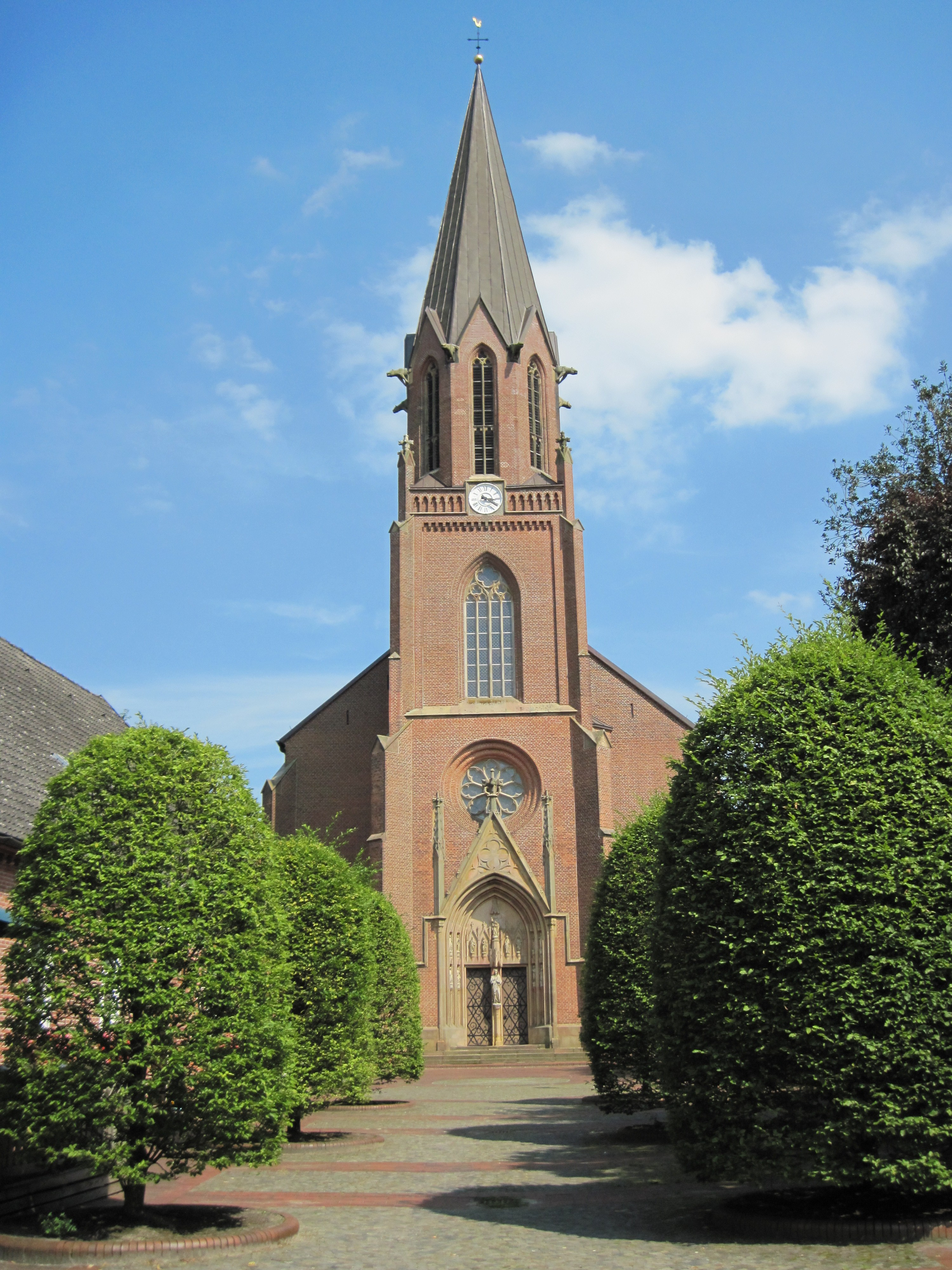
Kath. Kirche St. Katharina von Siena
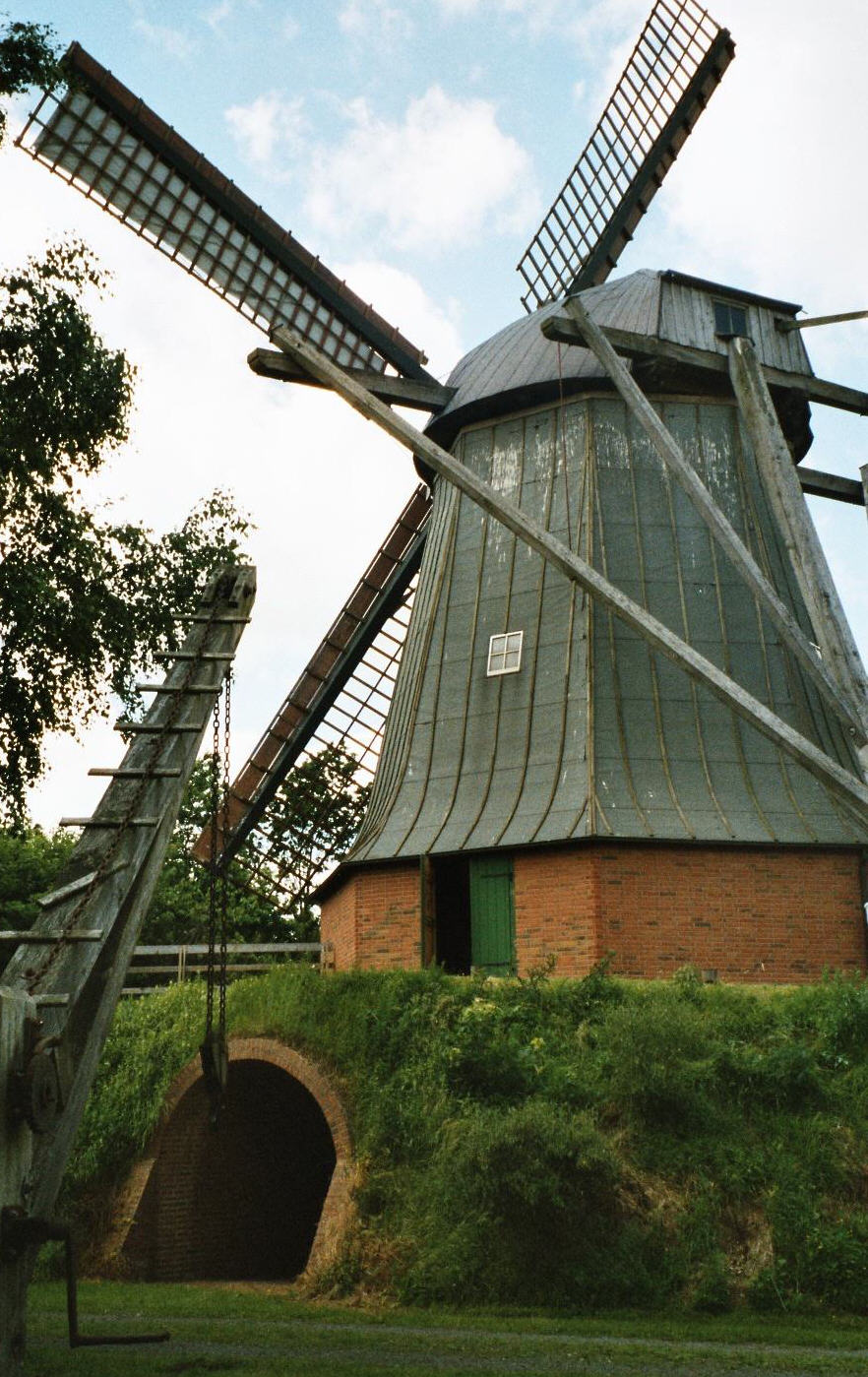
Hermelings Mühle in Liener
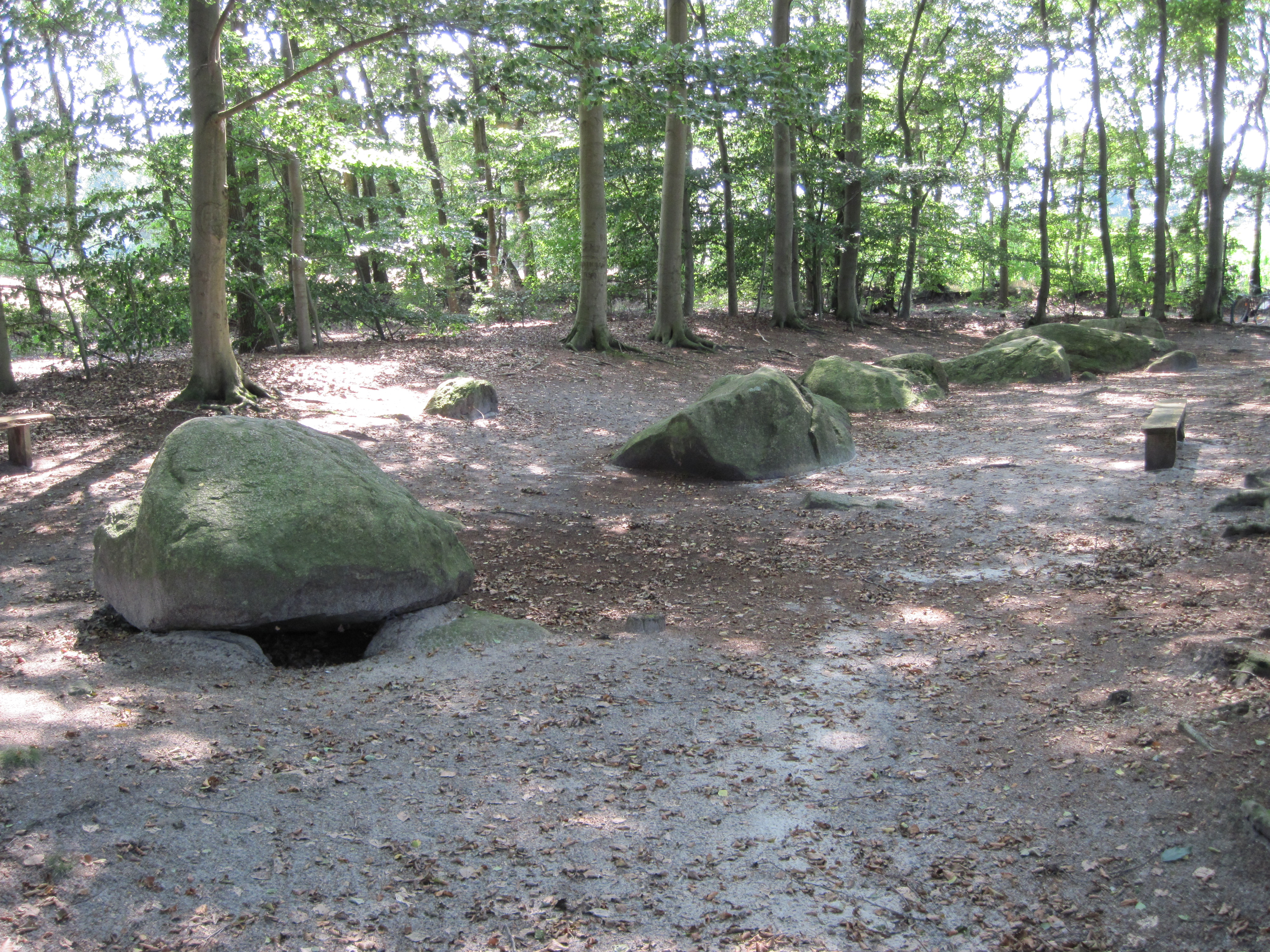
Großsteingrab Schlingsteine
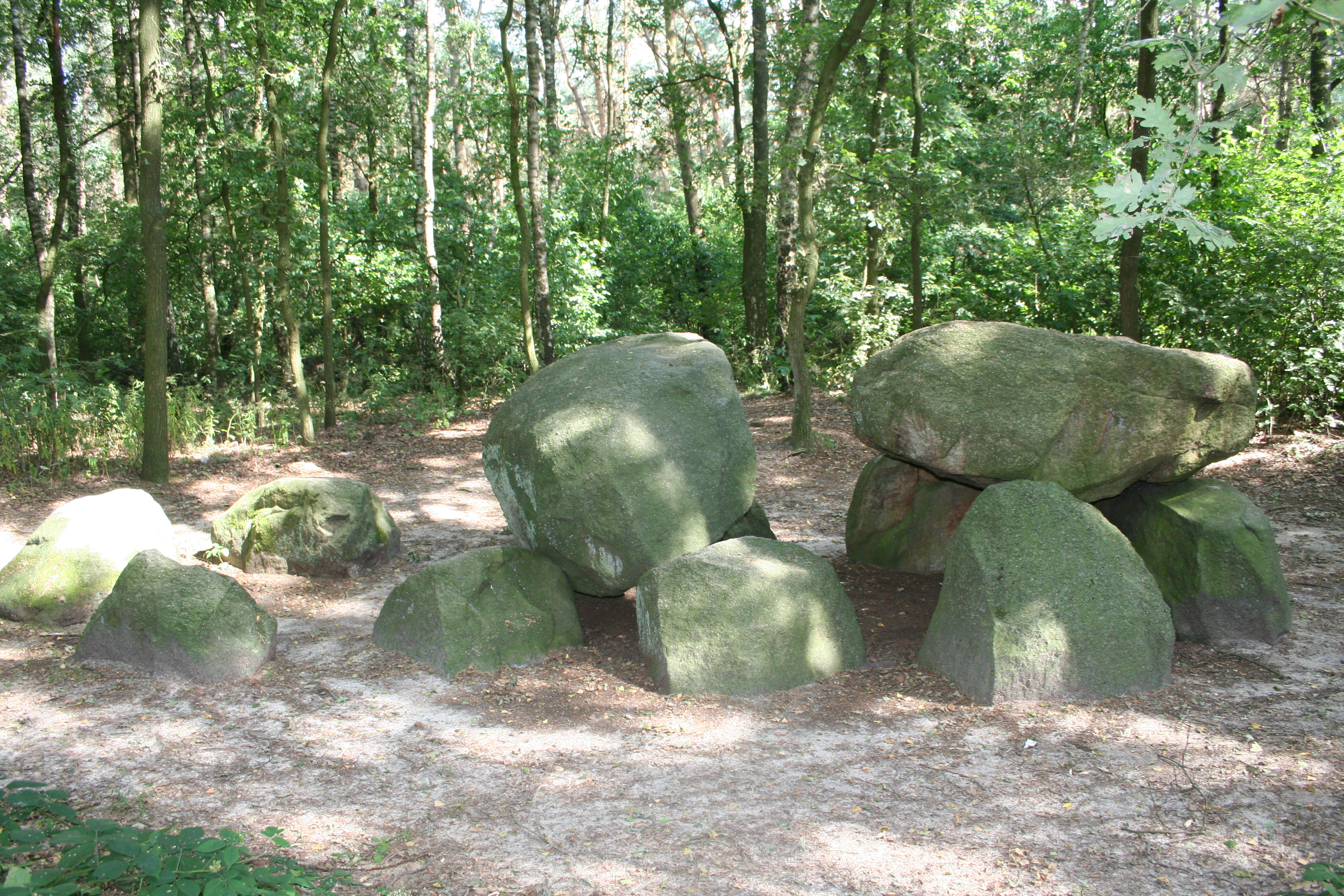
Großsteingrab Hünensteine
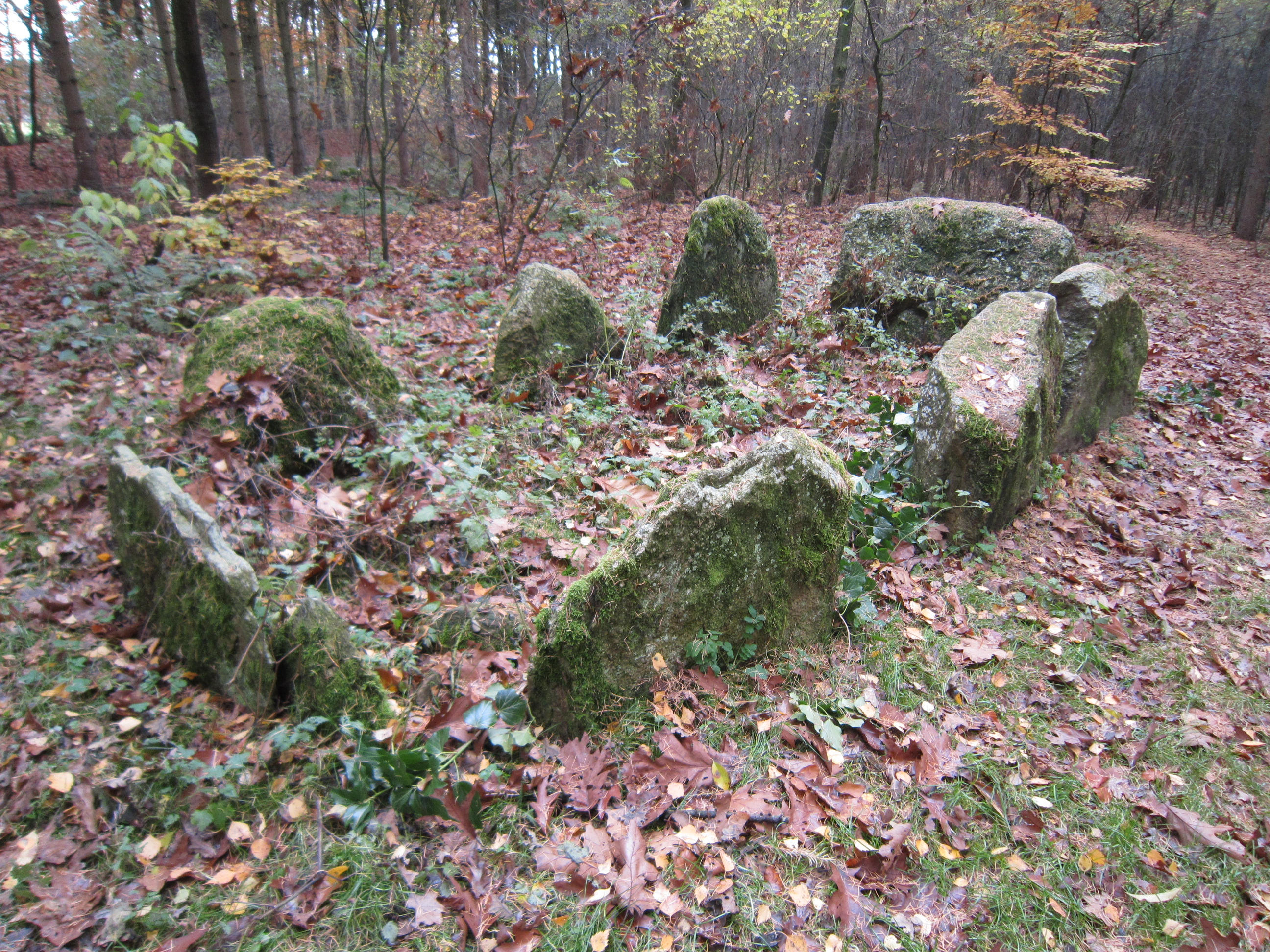
Steinkiste
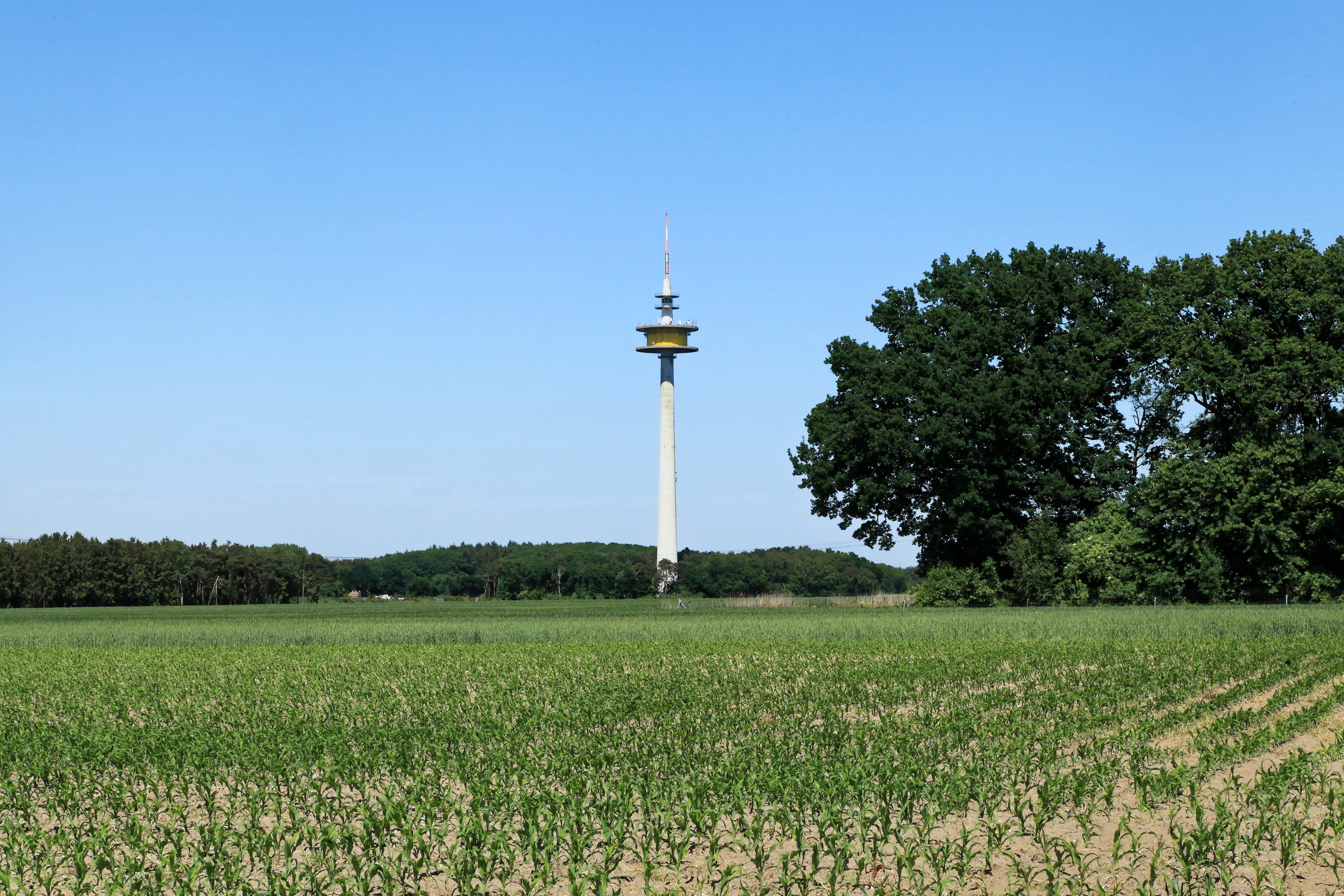
Fernmeldeturm an der K 357

### Museen
Die „Dörps- und Burnstowen“ in Liener zeigt das Leben und Arbeiten in dem Dorf. Die eingerichtete Holzschuhmacherei wird heute noch für Vorführungen angestellt. Das Museum zeigt vor allem die kleinen Nebengewerbe, die das Überleben früher sicherten.

### Bauwerke
Hermelings Mühle in Liener ist eine immer noch funktionsfähige Windmühle. Sie wurde 1872 erbaut. In den 1990ern wurde sie restauriert, sodass sie heute noch in gutem Zustand ist. Im Jahr 2000 wurde neben der Mühle ein Backhaus errichtet. Mit der Erweiterung der Niedersächsischen Mühlenstraße um das Oldenburger Münsterland im Jahr 2008 wurde die Mühle zu einer Station an der Mühlenstraße.
Die Kirche St. Katharina von Siena bildet den Mittelpunkt in Lindern. Die Kirche wurde Mitte des 19. Jahrhunderts erbaut.
Am Marktplatz befindet sich in einem Fachwerkgebäude die Uhrmacherwerkstatt des Linderner Uhrmachers Büter. Diese befand sich vorher an anderer Stelle und wurde hier nach dessen Vorbild aufgebaut.

### Kulturdenkmäler
In der Gemeinde sind mehrere Großsteingräber vorhanden, die eine frühe Besiedlung des Gemeindegebiets bezeugen. Diese sind Teil der Straße der Megalithkultur. Von Norden nach Süden können die Schlingsteine (Sprockhoff-Nr. 961) nebst einer benachbarten Steinkiste (erst 1961/1962 entdeckt), das Großsteingrab Hünensteine am Herrenwald (Sprockhoff Nr. 962) sowie die Großsteingräber in Garen, und zwar „Der hohe Stein“ (Sprockhoff Nr. 963) und „Am hohen Stein“ (Sprockhoff Nr. 964), besucht werden.

### Tourismus-Routen
Neben der Straße der Megalithkultur und der Niedersächsischen Mühlenstraße liegt Lindern an der Boxenstopp-Route, einer Radwanderroute durch das Oldenburger Münsterland, sowie der Niedersächsischen Spargelstraße.

### Regelmäßige Veranstaltungen
Im März / April jeden Jahres ist die 1500 Meter lange Allee zwischen Auen und Holthaus an beiden Seiten durch Tausende von Narzissen gesäumt. Aus diesem Anlass wird alljährlich in Auen-Holthaus kurz nach Frühlingsbeginn das Osterblumenfest gefeiert.

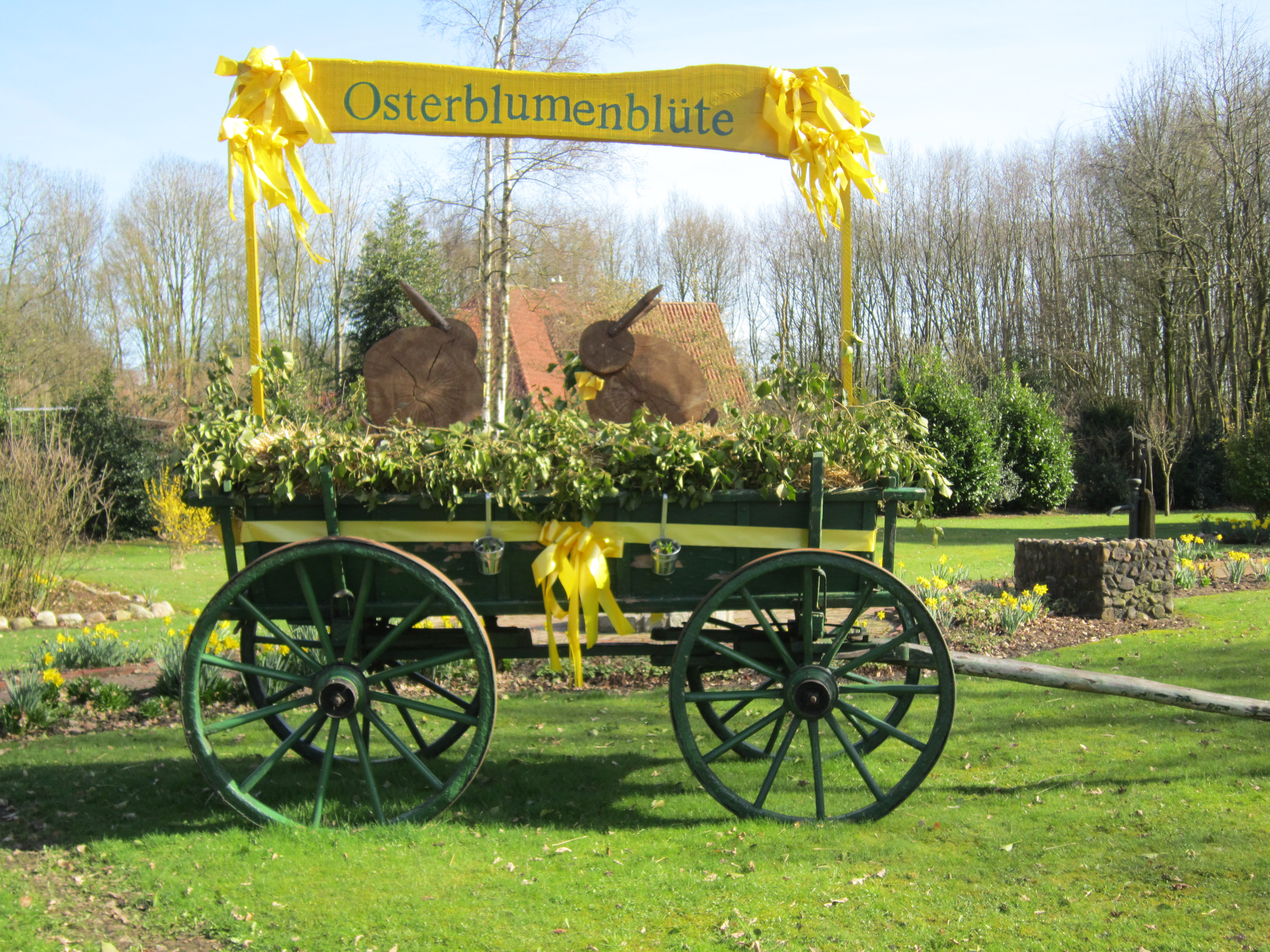
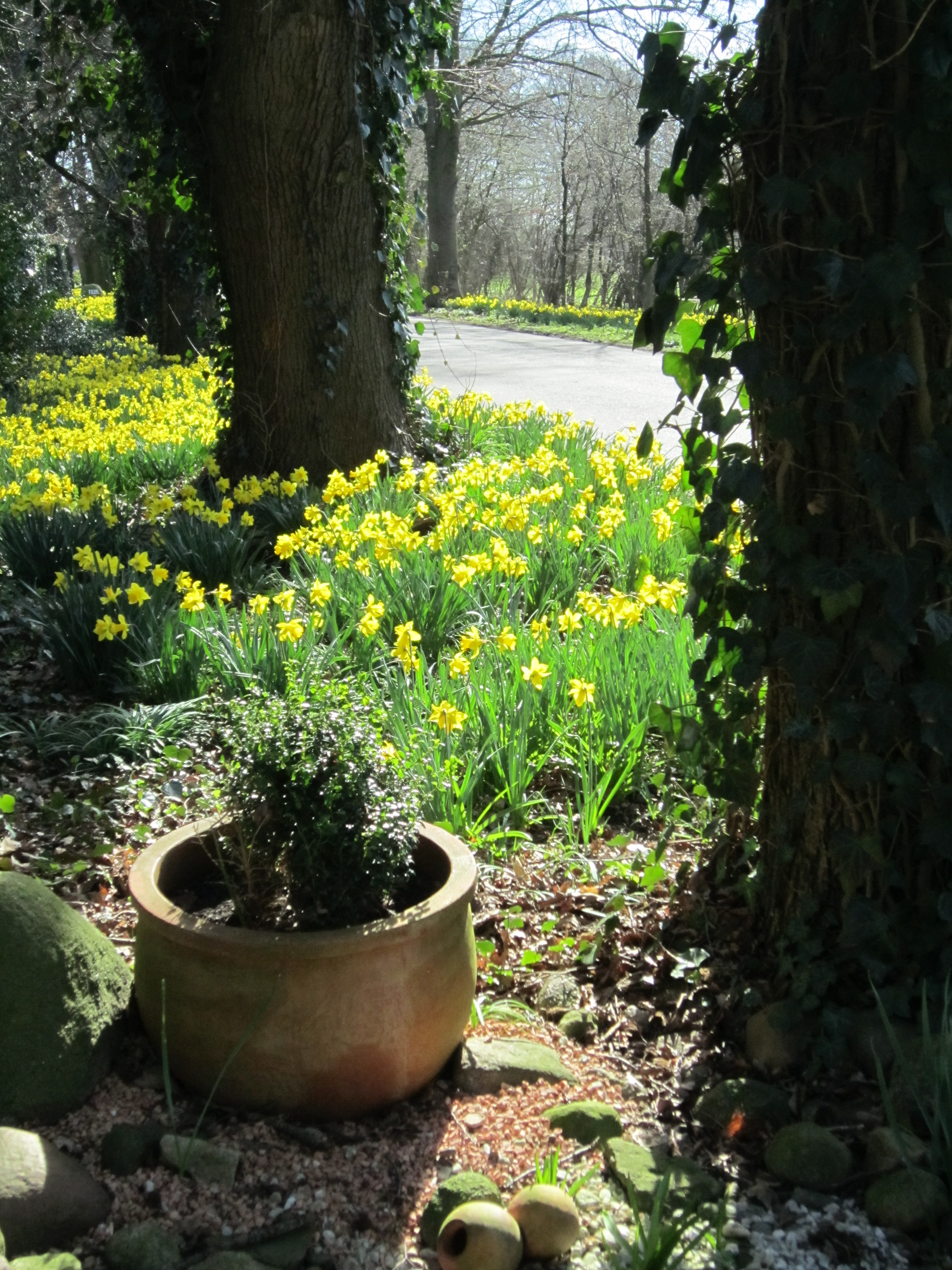
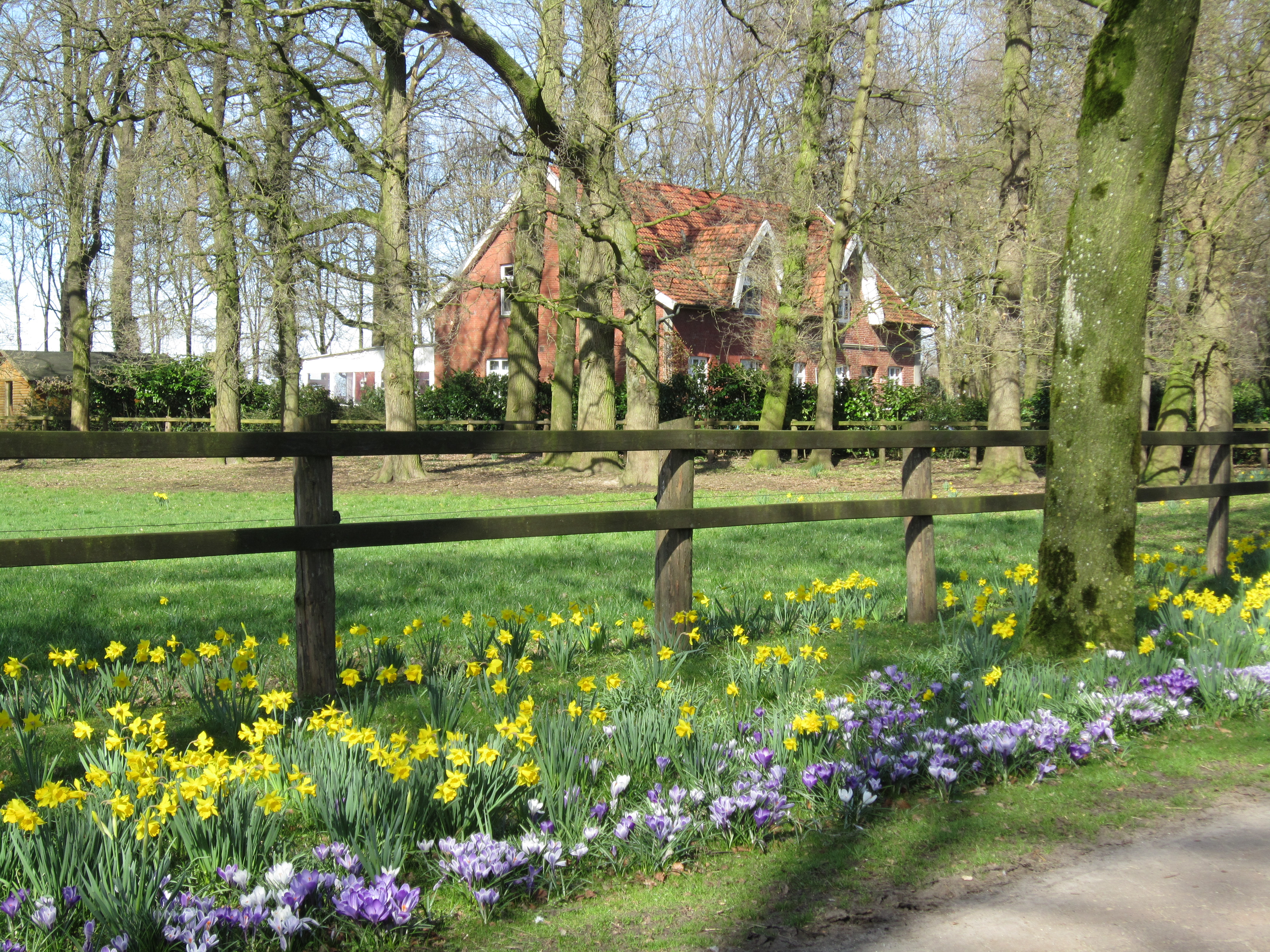
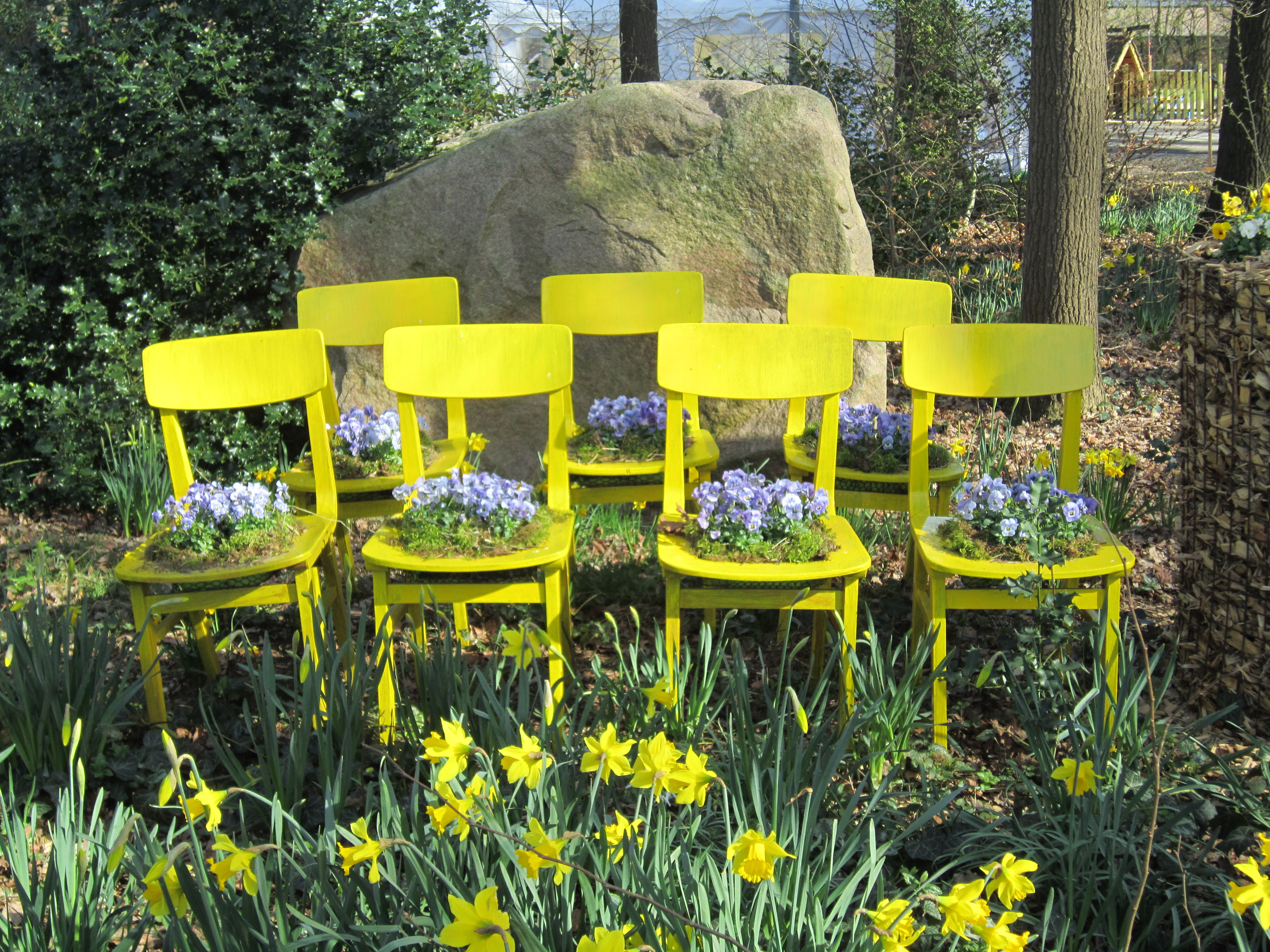

Zu den beliebtesten Veranstaltungen jedes Jahres in Lindern gehören das Schützenfest des Schützenvereins Lindern an Pfingsten sowie die Kirmes am ersten Wochenende im Oktober. Großen Zuspruch finden auch das Schützenfest in der Bauerschaft Liener im Juli sowie das Schützenfest des Schützenvereins Garen-Marren am dritten Wochenende im Juni.
Für Kinder der Gemeinde gehören unter anderem die in den Sommerferien stattfindenden Zeltlager der Messdiener und Pfadfinder zu den besonderen Highlights.

## Wirtschaft und Infrastruktur
Die Gemeinde Lindern ist stark von der Landwirtschaft geprägt. Ungefähr 5200 ha, fast 80 % der Gemeindefläche, werden landwirtschaftlich genutzt. Die Betriebe befinden sich überwiegend in den umliegenden Bauerschaften. In Lindern und in den umliegenden Gemeinden befinden sich daher mehrere Firmen der Nahrungsmittelverarbeitung. Die angebauten Pflanzen werden unter anderem als Futtermittel für die Tierhaltung sowie für die Energieerzeugung in Biogasanlagen verwendet. In der Gemeinde Lindern gibt es 551 Gewerbebetriebe (Stand 1. Oktober 2020).

## Persönlichkeiten
- Gerhard Schute (* 1859; † 1938 in Kleinenging/Lindern), Politiker der Zentrumspartei, von 1905 bis 1911 Mitglied des Oldenburgischen Landtages
- Gerhard Tepe (* 5. November 1863 in Großenging/Lindern; † 26. Mai 1922 in Vechta), römisch-katholischer Priester und Offizial in Vechta
- Anton Göhrs (* 26. Januar 1884; † 28. Oktober 1944 in Essen (Oldenburg)), Politiker der Zentrumspartei, von 1923 bis 1933 Mitglied des Oldenburgischen Landtages
- Richard Schute (* 7. Mai 1887; † 19. Januar 1948 in Oldenburg), Politiker, Mitglied des Ernannten Landtags von Oldenburg
- Anton Kohnen (* 20. Februar 1889; † 9. März 1985 in Oldenburg), Politiker und NSDAP-Funktionär, von 1923 bis 1928 Mitglied des Oldenburgischen Landtages, SS-Hauptsturmführer
- Alfons Schewe (* 1. August 1928 in Werlte; † 12. Mai 1991 in Lindern), von 1976 bis 1986 Bürgermeister von Lindern, von 1986 bis 1991 Landrat des Kreises Cloppenburg
- Volkmar Grigull (* 1942 in Königsberg/Ostpreußen), Pädagoge, Begründer der Linderner Kulturwochen, Galerist (Galerie Lindern)
- Maria Anna Zumholz (* 1950), Historikerin an der Universität Vechta, in Lindern aufgewachsen
- Heinrich Siefer (* 1959 in Liener/Lindern), römisch-katholischer Theologe, Erziehungswissenschaftler und Autor.
- Robert Thoben (* 1963 in Lindern), ehemaliger Fußballspieler (SV Meppen)
- Silvia Breher (* 1973), Politikerin (CDU), in Lindern aufgewachsen